# Dyspteris abortivaria
Dyspteris abortivaria là một loài bướm đêm trong họ Geometridae.